# John Davis Chandler
John Davis Chandler (* 28. Januar 1935 in Hinton, West Virginia; † 16. Februar 2010 in Toluca Lake, Kalifornien) war ein US-amerikanischer Schauspieler.

## Leben
Chandler war der Sohn eines Arztes, er wuchs in seiner Geburtsstadt Hinton und später in Charleston auf. Nach seinem Schulabschluss 1952 wollte er zunächst in die Fußstapfen seines Vaters treten und studierte Medizin an der Princeton University, brach das Studium aber ab. Danach diente er einige Zeit bei der United States Army, unter anderem war er in Westdeutschland stationiert. Schließlich studierte er Schauspiel an der American Academy of Dramatic Arts in New York und wirkte an Theaterproduktionen mit. Hierbei fiel er der Schauspielagentin Joyce Selznick, einer Nichte von David O. Selznick, auf, die ihm seine erste Filmrolle vermittelte.
Chandler, ein schlanker Schauspieler mit blassen blauen Augen, porträtierte oft neurotische, gefährliche und hinterlistige Figuren. Seine historische Debütrolle als Gangster Vincent Coll in Mad Dog Coll aus dem Jahr 1961 zeigte seinen weiteren professionellen Weg vor und sympathische Figuren blieben für ihn die Ausnahme. Noch im selben Jahr spielte er außerdem einen jugendlichen Killer im Drama Die jungen Wilden. Im Kinobereich war er unter anderem Nebendarsteller in drei Western unter Regie von Sam Peckinpah zwischen 1962 und 1973. Zudem war er ebenfalls ab Anfang der 1960er-Jahre ein häufiger Gast in Fernsehserien, zuletzt 1998 in Star Trek: Deep Space Nine. In der Columbo-Episode Schreib oder stirb trat er 1974 als waffenvernarrter Attentäter auf. Insgesamt umfasst das filmische Schaffen Chandlers mehr als 100 Film- und Fernsehproduktionen zwischen 1961 und 1998.
Yoga-Anhänger Chandler starb 2010 im Alter von 75 Jahren an einer Krebserkrankung, auf seinem seit Jahrzehnten bewohnten Besitz in Kalifornien.

## Filmografie (Auswahl)
- 1961: Der Tollwütige (Mad Dog Coll)
- 1961: Die jungen Wilden (The Young Savages)
- 1962: Kein Fall für FBI (The Detectives, Fernsehserie, Folge 3x23)
- 1962: Westlich von Santa Fé (The Rifleman, Fernsehserie, Folge 4x32)
- 1962: Sacramento (Ride the High Country)
- 1962: Route 66 (Fernsehserie, Folge 3x02)
- 1962: Die Leute von der Shiloh Ranch (The Virginian, Fernsehserie, Folge 1x05)
- 1963/1967: Auf der Flucht (The Fugitive, Fernsehserie, 2 Folgen)
- 1965: Diese Calloways (Those Calloways)
- 1965: Sierra Charriba (Major Dundee)
- 1965: Millionenraub in San Francisco (Once a Thief)
- 1966: Wettlauf mit dem Tod (Run for Your Life, Fernsehserie, Folge 2x09)
- 1966: Heiße Colts in harten Fäusten (Return of the Gunfighter)
- 1967: High Chaparral (The High Chaparral, Fernsehserie, Folge 1x09)
- 1968: Die Gierigen (The Hooked Generation)
- 1969: Die Letzten vom Red River (The Good Guys and the Bad Guys)
- 1970: Barquero
- 1971: Shoot Out – Abrechnung in Gun Hill (Shoot Out)
- 1971–1973: Adam-12 (Fernsehserie, 3 Folgen)
- 1972: Die Stunde des Wolfs (Moon of the Wolf, Fernsehfilm)
- 1973: Pat Garrett jagt Billy the Kid (Pat Garrett and Billy the Kid)
- 1973: Cannon (Fernsehserie, Folge 3x15 Der Weltmeister von morgen)
- 1973/1974: Rauchende Colts (Gunsmoke, Fernsehserie, 2 Folgen)
- 1974: Columbo: Schreib oder stirb (Publish or Perish, Fernsehreihe)
- 1974: Cash – Halt die Hand auf oder stirb (The Take)
- 1974: Schußfahrt in den Tod (The Ultimate Thrill)
- 1975: Capone
- 1976: Mako, die Bestie (Mako: The Jaws of Death)
- 1976: Der Texaner (The Outlaw Josey Wales)
- 1977: Quincy (Quincy, M.E., Fernsehserie, Folge 2x03)
- 1977: Fluch des Chikara (The Shadow of Chikara)
- 1977: Make-up und Pistolen (Police Woman, Fernsehserie, Folge 4x02)
- 1978: Die Zwei mit dem Dreh (Switch, Fernsehserie, Folge 3x20)
- 1978–1982: Fantasy Island (Fernsehserie, 6 Folgen)
- 1979: Der unglaubliche Hulk (The Incredible Hulk, Fernsehserie, Folge 3x07)
- 1981: Flamingo Road (Fernsehserie, 2 Folgen)
- 1982: Talon im Kampf gegen das Imperium (The Sword and the Sorcerer)
- 1982/1985: Matt Houston (Fernsehserie, 2 Folgen)
- 1983: Triumph des Mannes, den sie Pferd nannten (The Triumphs of a Man Called Horse)
- 1984: Hart aber herzlich (Hart to Hart, Fernsehserie, Folge 5x12 Jennifer geht ins Kloster)
- 1984: T. J. Hooker (Fernsehserie, Folge 3x20)
- 1984–1988: Simon & Simon (Fernsehserie, 3 Folgen)
- 1985/1986: Mord ist ihr Hobby (Murder, She Wrote, Fernsehserie, 2 Folgen)
- 1986: Airwolf (Fernsehserie, Folge 3x19)
- 1986: Hunter (Fernsehserie, Folge 2x18)
- 1987: Flashpoint Mexico (Love Among Thieves, Fernsehfilm)
- 1987: Schwur der Rache (Independence, Fernsehfilm)
- 1987: Die Nacht der Abenteuer (Adventures in Babysitting)
- 1990: Kampf der Roboter (Crash and Burn)
- 1991: Mama, ich und wir zwei (Only the Lonely)
- 1992: Body of Evidence
- 1993: Renegade – Gnadenlose Jagd (Renegade, Fernsehserie, Folge 1x15)
- 1993: In der Hitze der Nacht (In the Heat of the Night, Fernsehserie, Folge 7x10)
- 1994: Das Böse III (Phantasm III: Lord of the Dead)
- 1995: Carnosaurus – Attack of the Raptors (Carnosaur 2)
- 1995: Emergency Room – Die Notaufnahme (ER, Fernsehserie, Folge 1x17)
- 1995: Chicago Hope – Endstation Hoffnung (Chicago Hope, Fernsehserie, Folge 2x10)
- 1996: Walker, Texas Ranger (Fernsehserie, Folge 5x10)
- 1998: Star Trek: Deep Space Nine (Fernsehserie, Folge 6x15)